# Adrenomedulin
Adrenomedulin (tudi ADM ali AM) je peptid, ki deluje kot vazodilatator ter domnevno pomembno vpliva na homeostazo srčnožilnega sistema in ledvic. Prvič je bil izoliran leta 1993 iz feokromocitoma, benignega tumorja sredice nadledvične žleze ali ganglijev simpatičnega živčevja.

## Genetsko ozadje in struktura
Človeški ADM gen se nahaja na 11. kromosomu in vsebuje 4 eksone ter 3 introne. Gen nosi zapis (kodira) za prekurzorski peptid iz 185 aminokislin. Zrel peptid je pretvorjen v peptid iz 52 aminokislin, ki je podoben kalcitoninski družini regulatornih peptidov (kalcitonin, CGRP in amilin). Po krvi kroži v aktivni, amidni obliki ter v neaktivni, glikozilirani obliki, ki predstavlja 85 % celotne količine.

## Funkcije
ADM sintetizirajo in izločajo mnogi tipi celic, med drugim nekatere žlezne celice, nekateri nevroni parasimpatičnega živčevja, endotelijske celice, monociti in makrofagi, hondrociti, gladke mišične celice žil ter številne druge celice v organih, kot so nadledvična žleza, ledvice, možgani in hipofiza.
Za ADM je bilo sprva domnevano, da deluje na celice preko vezave na adrenomedularni receptor (G-protein asociiran receptor ali GRP182), vendar so novejše raziskave pokazale, da deluje preko kompleksa GRP CALCRL in proteina RAMP2. Vezava sproži nastanek znotrajceličnih sekundarnih obveščevalcev cikličnega adenozinmonofosfata (cAMP) ter dušikovega oksida (NO).
ADM deluje v splošnem kot vazodilatator (širi žile), vendar ima tudi druge učinke, kot so povečanje angiogeneze (rast žil) in tolerance celic proti oksidativnemu stresu ter hipoksičnim poškodbam. Visoke koncentracije v možganih nakazujejo tudi, da lahko deluje kot živčni prenašalec (nevrotransmiter), nevrohormon ali pa kot nevromodulator.

## Medicinski pomen
ADM naj bil ugodno vplival na potek zdravljenja hipertenzije (visokega krvnega tlaka), miokardnega infarkta, kronično obstrukcijskih pljučnih bolezni (KOPB) ter drugih bolezni srčnožilnega sistema. Po drugi strani pa naj bi negativno vplival na razvoj rakastih obolenj zaradi potenciranja sposobnosti rakastih celic za proliferacijo in razširitve oskrbovalnega žilja.